# Sutton Foster
Sutton Foster (Statesboro, 18 maart 1975) is een Amerikaans musical-, film- en televisieactrice, danseres, zangeres en kunstenares. Haar oudere broer Hunter Foster is eveneens theateracteur, zanger en toneelschrijver.

## Biografie
Foster is geboren in Georgia, en groeide op in Troy. Toen ze 15 was nam ze deel aan de talentenjacht Star Search en deed auditie voor The All-New Mickey Mouse Club. Ze stopte haar middelbare studies om op tournee te gaan met de musical The Will Rogers Follies. Ze studeerde ook een jaar aan de Carnegie Mellon University, maar stopte om voltijds in het theater te gaan.
Haar Broadway-carrière begon in 1996 als doublure in de musical Grease, gevolgd door de musicals The Scarlet Pimpernel, Annie en Les Misérables. In 2002 kreeg ze haar kans toen ze moest inspringen voor de hoofdrol in de musical Thoroughly Modern Millie; de rol die haar doorbraak betekende. Ze won er dat jaar ook een Tony Award voor.
In 2005 speelde ze in de musicaladaptatie van Little Women, in 2006 in The Drowsy Chaperone, en in 2007-8 in de musicaladaptatie van de film Young Frankenstein. Vanaf dat laatste jaar was ze ook te zien als prinses Fiona in de musicalversie van Shrek.
Op 18 september 2006 huwde Foster met collega-acteur Christian Borle. Het paar scheidde in 2010 op vriendschappelijke basis. Op 25 oktober 2014 hertrouwde ze met scenarist Ted Griffin.
In februari 2009 bracht ze haar debuutalbum Wish uit. Het jaar daarop gaf ze concerten in verschillende Amerikaanse steden.
Te beginnen in 2010 ging Foster ook les geven aan de Tisch School of the Arts, een toneelschool in New York, en aan de Ball State University in de staat Indiana. In 2012 kreeg ze er een eredoctoraat voor haar theatercarrière en bijdrage op de universiteit.
In 2011 speelde ze in Anything Goes, waarvoor ze haar tweede Tony Award won. In 2012 verliet ze de productie om de hoofdrol te spelen in de televisieserie Bunheads, nadat ze eerder enkele gastrollen in tv-series had gespeeld. In 2013 en 2014 maakte ze ook de overstap naar het witte doek, in de films Gravy en The Angriest Man in Brooklyn. Vervolgens stond ze opnieuw op de planken, in de musicals Violet en The Wild Party.
In 2015 was ze opnieuw te zien in de hoofdrol van een komische serie, Younger. Van deze serie werden reeds drie seizoenen besteld.